# Château des Dorides
Le château des Dorides est un château inscrit aux monuments historiques en 1986. Il est situé à Nueil-les-Aubiers (Deux-Sèvres).

## Histoire
L'origine du château remonte au XIVe – XVe siècle. Il a été la propriété de la famille de La Ville de Férolles.
En l'an VII, le domaine est vendu comme bien national.
Il appartient par la suite à la famille Guéneau du Formanoir, puis à la famille de La Garde.